# Козлов, Кирилл Сергеевич
Кири́лл Серге́евич Козло́в (род. 5 июня 1984, Ленинград) — российский поэт, литературовед и искусствовед.

## Биография и деятельность
Родился 5 июня 1984 года в Ленинграде.
Будучи школьником, начал писать стихи. Обучался в Санкт-Петербургском дворце творчества юных в известном литературном клубе «Дерзание» у самобытного русского поэта, члена Союза писателей СССР и России Сергея Макарова. Затем посещал заседания литературного объединения «Молодой Петербург» при Союзе писателей России (руководитель Алексей Ахматов, который также преподавал в клубе «Дерзание»), Российского межрегионального Союза писателей Северо-Запада (председатель Евгений Раевский), возрожденного в 2003 году журнала «Невский альманах» (главный редактор Владимир Скворцов) и других сообществ.
В 2006 году окончил Санкт-Петербургский Государственный университет культуры и искусств (СПбГУКИ), получив специальность «Искусствоведение». При поддержке петербургского поэта, директора Ассоциации «АССПИН» Андрея Романова занялся общественной деятельностью, совмещая ее с творческой. Принял участие в организации и проведении многочисленных мероприятий (презентации, мастер-классы, творческие вечера, благотворительные акции).
Автор статей и докладов о жизни и творчестве Михаила Лермонтова, Сергея Есенина, Бориса Корнилова, Ольги Берггольц, Юрия Инге, Михаила Дудина, Семена Ботвинника, Владимира Фирсова, Анатолия Аврутина, Андрея Шацкова, Дмитрия Мизгулина, Александра Зайцева и других отечественных поэтов.
С 2006 года — член Союза писателей России. С 2010 года — член инициативной группы поддержки Всероссийского альманаха «День поэзии-XXI век» (главный редактор Андрей Шацков). В 2011 году выступил с инициативой создания литературного конкурса им. Ю. Инге, который стал ежегодным. Вместе с хранителем литературно-краеведческого музея поэта-балтийца, внучкой Ю. Инге и Е. Вечтомовой Марией Инге-Вечтомовой осуществлял работу по взаимодействию с другими музеями города и области.
С 2014 года — куратор благотворительного проекта поддержки современной литературы «Диалоги литературных поколений».
Член редакционного совета художественно-публицистического журнала «Второй Петербург». Член жюри молодежных литературных конкурсов и конкурсов чтецов, посвященных памятным датам истории России.
С 2017 года принимал постоянное участие в передвижном выставочном проекте Государственного литературного музея «XX век» (музей-квартира Михаила Зощенко), созданном к 110-летию со дня рождения поэта Бориса Корнилова.

## Публикации
Публиковался во многих периодических изданиях, в частности: в журналах «Аврора», «Нева», «Юность», «Наш современник», «День поэзии-XXI век», «Север», «Нижний Новгород», «Новая Немига литературная», «Невский альманах», «Второй Петербург», «Невечерний свет/Infinite», газете «Слово», газете «День литературы» и др.

## Выставки и авторские проекты
- «Восходящая сила стиха». История литературного альманаха «День поэзии». Впервые выставка была показана в библиотеке № 5 ЦБС Василеостровского района. Для названия проекта взята строка советского поэта Николая Тихонова.
- «Таллинский переход-1941» (материалы, посвященные героическому прорыву кораблей Краснознаменного Балтийского флота из Таллина в Кронштадт в 1941 году). Выставка была показана в тринадцати учреждениях образования и культуры Санкт-Петербурга, в том числе в Нахимовском военно-морском училище, в музее подводных сил им. А. И. Маринеско[13]. В настоящее время частично находится на эсминце «Беспокойный» в Кронштадте.
- Ежегодные выставки проекта «Диалоги литературных поколений» 2013—2019 гг.[14].
- Живопись Андрея Романова в библиотеках Санкт-Петербурга.
- Анатолий Давыдов. Графические портреты писателей в библиотеке семейного чтения им. Ю. Инге, поселок Стрельна. Выставка была постоянной, находилась в читальном зале библиотеки на протяжении нескольких лет.
- Посвящения блокадному Ленинграду. Авторские фотографии в библиотеке «Троицкая»[15].
- Альбом «Гибель Помпеи» Карла Брюллова из серии «Работа художника над картиной». (Государственное издательство «Искусство», 1941 г.). Передвижная выставка.

## Награды и премии
- Лауреат литературной премии «Молодой Петербург» (2009).
- Медаль «А. П. Чехов» Московской городской организации Союза писателей России (2010).
- Медаль «Поэт Борис Корнилов» независимой литературной премии «На встречу дня!» (2013).
- Медаль «200 лет со дня рождения М. Ю. Лермонтова» (2014).
- Медаль «Русская звезда» имени Ф. И. Тютчева литературного фонда «Дорога жизни» (2017)[16].
- Медаль «За верность слову и делу» имени А. С. Пушкина Московской городской организации Союза писателей России (2017).
- Грамота журнала «Невечерний свет/Infinite» к 35-летию[17](2019).
- Лауреат Межрегионального фестиваля-конкурса «Сей зерно!» имени Михаила Дудина (2020).
- Диплом Международного Славянского Литературного форума «Золотой витязь» (президент — Народный артист России Николай Бурляев) (2020).
- Медаль «Прорыв Краснознаменного Балтийского флота из Таллина в Кронштадт. 80 лет», учрежденная НП «Память Таллинского прорыва» (2021)[18].
- Лауреат Десятого Международного литературного конкурса им. Ф. И. Тютчева «Мыслящий тростник» (2022)[19].
- Благодарность Законодательного Собрания Санкт-Петербурга (2023).
- Лауреат фестиваля авторской песни «Покровский собор» в номинации «Поэзия» (2024)
- Лауреат литературной премии «Покой нам только снится» с вручением медали «А. А. Блок». (2024)

## Семья
- Отец — Сергей Николаевич Козлов (1953—2016), электромеханик и музыкант.
- Мать — Елена Вячеславовна Козлова (1955—2018), врач.
- Бабушка — Людмила Васильевна Балашова (1927—2016), врач-лаборант.
- Дед — Вячеслав Вячеславович Балашов (1932—2002), военный врач и художник по дереву.
- Прадед — Вячеслав Николаевич Балашов (1908—1987), писатель.

## Оценки творчества
«В стихах Кирилла Козлова нет натянутости. Слова просты и понятны, складываются они в хорошо читаемые строки. Автор не пытается оригинальничать, не пересыпает свою речь неологизмами, которые могли бы обрадовать ищущих изюминки. Он использует имеющиеся в русском языке средства, подтверждая его могущество, и ничего сомнительного и двусмысленного в поэзию не вносит, иногда лишь констатирует нечто современное, в языке утвердившееся приметой времени».
Литературовед Мария Инге-Вечтомова (Санкт-Петербург)